# François-Rupert Carabin
Pour les articles homonymes, voir Carabin (homonymie).
François-Rupert Carabin né à Saverne le 27 mars 1862 et mort à Strasbourg le 28 novembre 1932 est un sculpteur, médailleur, orfèvre, ébéniste et photographe français.

## Biographie
Né en 1862 à Saverne, François-Rupert Carabin émigre à Paris avec ses parents à la suite de la Guerre franco-allemande de 1870. Il fait partie de cette catégorie d’Alsaciens-Lorrains appelés les « optants à la nationalité française ». Il ne reviendra pas en Alsace avant de prendre le poste de directeur de l’École supérieure des arts décoratifs de Strasbourg en 1920 ; sa formation d’artiste a donc été une formation uniquement parisienne.
Cette formation est rappelée dans les lettres de Carabin à Le Corbusier. Elle débute par un apprentissage chez Jouanin, un graveur de camées, de 1878 à 1882, puis, ce métier tombant peu à peu en désuétude, Carabin travaille comme sculpteur au faubourg Saint-Antoine. Il suit également des cours du soir de dessin chez Perrin. Entre 1883 et 1885, il fréquente les salles de dissection de la faculté de médecine pour étudier l'anatomie. Il y rencontre un mouleur de masques mortuaires, Jules Talrich, ce qui le poussera pendant un temps à exercer ce métier pour obtenir une source de revenus supplémentaires.
De 1885 à 1889, Carabin travaille comme dessinateur technique dans l'entreprise où est employé son père qui fabrique des percolateurs pour l'armée. Il rencontre le critique Gustave Geffroy qui collabore au journal La Justice. Il fréquente les cabarets et cafés de Montmartre (Le Chat noir, La nouvelle Athènes…). À la même période, il fait la connaissance de peintres et dessinateurs comme Charles Léandre, Charles Maurin, Adolphe Léon Willette, ainsi que d'artistes comme Jean-Jacques Henner, Jules Dalou, Claude Monet, Édouard Manet, Auguste Renoir, Albert-Ernest Carrier-Belleuse, Auguste Rodin et Henri de Toulouse-Lautrec. Carabin se lie en outre avec Rodolphe Darzens, rédacteur du Journal, et K.E. Schmidt, journaliste et correspondant du Berliner Tageblatt et du Frankfurter Allgemeine Zeitung. Il collabore avec Henri de Toulouse-Lautrec entre 1892 et 1894 à la réalisation d’œuvres ayant pour thème les maisons closes.
En 1904, après la mort de ses parents, Carabin épouse une jeune femme qui, l'année suivante, donne naissance à sa fille, Colette. Les années 1910 voient Carabin couvert de succès, mais avec la Première Guerre mondiale, les commandes se raréfient. En 1916, il a une violente hémorragie qui semble le diminuer sensiblement. Malgré tout, afin de faire vivre sa famille, il entre comme publicitaire chez Dunlop en 1916. Le personnage garde son inspiration érotique puisqu'en 1919 il expose au Salon de la Société nationale des beaux-arts un coffret ayant pour thème les amours saphiques, intitulé Regard chaste, laisse-moi clos.
Après la Première Guerre mondiale, Carabin revient en Alsace et occupe le poste de directeur de l’École supérieure des arts décoratifs de Strasbourg de 1920 jusqu'à sa mort en 1932. Durant ces treize années, il se consacre semble-t-il presque exclusivement à l'enseignement. On sait par le journal de Charles Spindler que Carabin et lui se sont liés, mais ce sont à peu près les seules informations dont on dispose. Sa production artistique s’est considérablement tarie durant les années 1920 : il semble qu’il ait délaissé la sculpture sur bois et les pièces de mobilier qui avaient fait sa renommée pour réaliser quelques statuettes en cire, dans la lignée de la série des Loïe Fuller, comme La Joueuse à la raquette ou La Lanceuse de javelot. On ne lui connaît guère que deux œuvres monumentales à partir de 1920, le Monument aux morts de Saverne, détruit durant la Seconde Guerre mondiale, et celui de Lutzelbourg. Serait-ce les tâches administratives du poste de directeur de l’École qui ont tari la production artistique de Carabin ? C’est une cause que l’on peut évoquer, et ses biographies s’accordent pour dire qu’à partir de son retour en Alsace, il s’est surtout consacré à la direction de l’École des arts décoratifs de Strasbourg. Que ce soit la guerre qui ait porté un coup d’arrêt à son parcours ou son âge, la grande période de la production d’objets d’art de Carabin est en tout cas derrière lui.

## Le travail du sculpteur

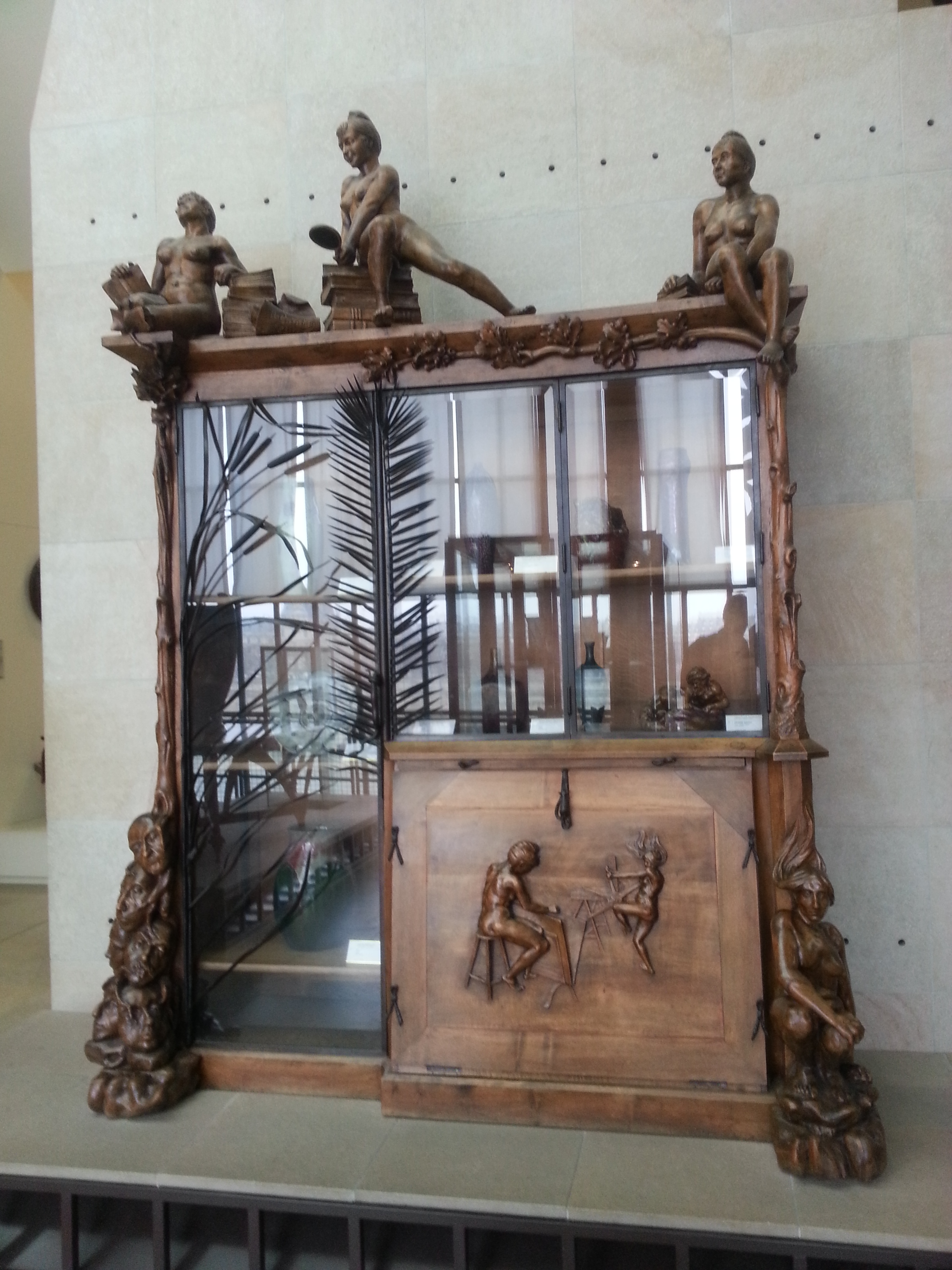
Bibliothèque (1890), Paris, musée d'Orsay.

Son expérience de sculpteur sur bois l'ayant sensibilisé aux problèmes de la production en série de meubles copiant les styles anciens, Carabin annonce tôt son souhait de « faire le meuble unique, adapté à nos besoins, occuper la place définitive pour laquelle il serait conçu et comme ornementation que des sujets adaptés à sa destination ». Sa rencontre avec Montandon, qui devient son mécène en 1889, lui permet de concrétiser ses projets. La réalisation d’une bibliothèque pour celui-ci en 1890 est rapidement complétée par d’autres pièces de mobilier. À partir de ce moment, il se consacre quasiment exclusivement à la réalisation de meubles sculptés : ainsi une vitrine pour le musée Galliera en 1893, des meubles pour un cabinet de travail destinés au banquier Albert Kahn en 1896, ou encore des œuvres destinées au comédien Coquelin aîné. Le mobilier unique de Carabin se caractérise par la représentation de nus féminins intégrés dans des tables, des bureaux, des chaises, des bibliothèques… et par le goût de l'artiste pour les qualités naturelles du bois. Comme il le dit lui-même dans un article sur le bois : « Le bois est la matière la plus admirable que la nature donna à l'homme. Pour le culte de cette matière il faut des prêtres. ».

« Le monde de Carabin révèle ainsi ce qui est, peut-être, sa qualité première : il se présente comme l'expression la plus symptomatique de ce que fut l'art décoratif du tournant du siècle. On pourrait dire même : sa forme clinique. Les meubles le long desquels se lovent ou rampent les femmes tentaculaires sont loin de composer un hymne à la femme que Carabin n'aimait guère. Associer ces figures peu accortes, demeurées fidèles à des modèles flétris, au bois, signifie sans doute que carabin situe la femme du côté du règne végétal. Elles sont toutes plaquées contre chaises ou bibliothèque, des Ève fondues quelqu'autre créature rampante. La figure de la femme si elle est érotisée chez Klimt, est avilie, chez Carabin, très littéralement au rang d'un objet d'usage entièrement au service de l'homme. Sans doute aussi la cause de sa perte. Carl E. Schorske, dans le beau livre qu'il a consacré à Vienne fin de siècle, a rappelé que Klimt déployait la nature sensuelle de la femme « son potentiel de plaisir et de douleur, de vie et de mort ». La vue des innombrables photos de nus prises dans l'atelier par Carabin et ses créatures taillées dans le bois nous livrent la conviction que pour lui la femme n'était ni la beauté, ni la vie, mais le vice et la mort. »

— Extrait de « L'ornement est un vice » de Roland Recht, in: Lehni Nadine (dir.), François-Rupert Carabin, 1862-1932.
Comme d'autres sculpteurs, il utilise la photographie pour préparer ses œuvres. Il constitue environ 600 images, des modèles nus essentiellement.

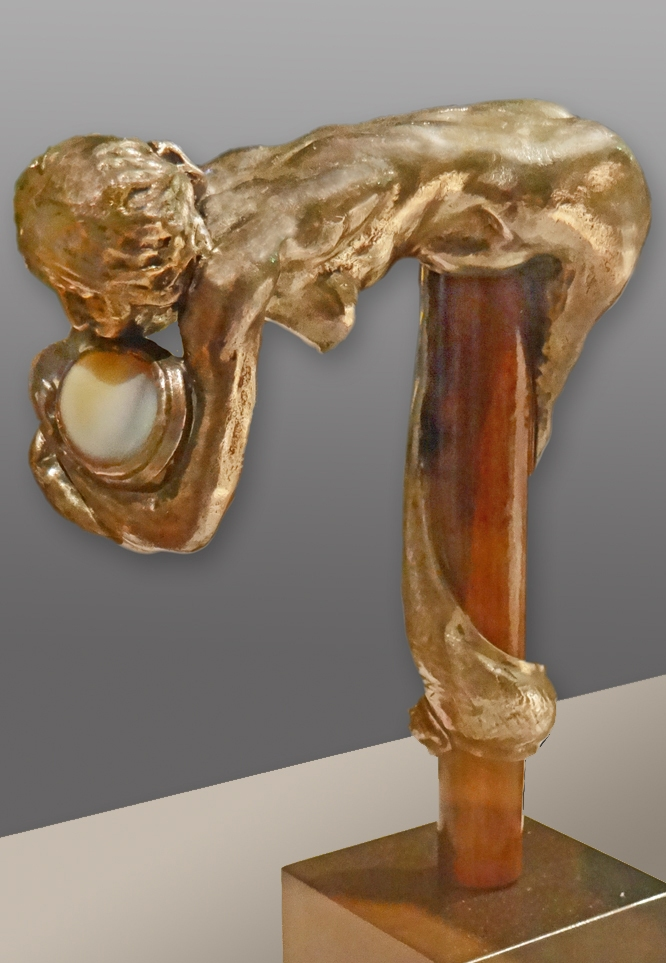
Poignée de canne (1904), Paris, Petit Palais.

Les préoccupations de Carabin sont en phase avec le mouvement de renouveau des arts décoratifs de la fin du XIXe siècle, qui cherche à créer un nouveau style pour en finir avec le pastiche des styles anciens. Dans la lignée des rénovateurs des arts décoratifs de la fin du XIXe siècle, Carabin ne se cantonne pas au mobilier et explore d’autres formes d’art, comme la ciselure, avec la broche de ceinture Chats, la sculpture de statuettes de bronze, avec la série des Loïe Fuller, et même la céramique. Son implication dans le mouvement de renouveau des arts décoratifs mène Carabin à plaider pour la reconnaissance des arts décoratifs. Sa tâche n’est pas aisée : le groupe des Indépendants, dont Carabin était pourtant un des fondateurs, refuse d’exposer la bibliothèque réalisée pour Montandon, au motif que « l'année suivante on pourrait envoyer des pots de chambre ! ». L’année 1891 voit les arts décoratifs admis à exposer au Salon de la Société nationale des beaux-arts, ce qui permet à Carabin de présenter sa bibliothèque. Dans les années 1890, Carabin fait partie du groupe d’artistes, dénommé initialement Les Cinq (puis Société des Six), avec Alexandre Charpentier, Félix Albert Anthyme Aubert, Henry Nocq et Charles Plumet, qui se transforme en 1898 en un mouvement artistique, L'Art dans Tout, avec l’apport de Tony Selmersheim, Henri Sauvage, Étienne Moreau-Nélaton, Jules Desbois, Paul Follot et René Guilleré. À partir de 1893, il expose chaque année au Salon de la Libre Esthétique à Bruxelles et commence à acquérir une certaine reconnaissance officielle : la même année, il obtient les Palmes académiques, suivie par la Légion d'honneur en 1903.

## Le réformateur de l'enseignement des arts décoratifs
Tout au long de son parcours, Carabin a réfléchi à la question des arts décoratifs, de leur enseignement, des moyens pour assurer leur renouvellement en France. Il critique ouvertement la division entre le « grand art » tel qu’il est alors enseigné à l’École nationale supérieure des beaux-arts, et les arts décoratifs utiles, relégués au rang de l’art industriel lors des expositions. Il a l’occasion d’approfondir ses réflexions lorsque, de 1908 à 1913, il est nommé rapporteur de la Ville de Paris au congrès de l’Union provinciale des arts décoratifs. Envoyé au congrès de Munich en 1908, il est particulièrement sensible aux progrès des écoles allemandes, largement encouragées par les pouvoirs politiques. Membre du jury permanent du musée Galliera à Paris, il s'attache à expliquer pourquoi les écoles d'art décoratif de la Ville de Paris ne produisent pas les résultats attendus de rénovation des industries d'art et propose d'ouvrir aux artistes les ateliers des écoles afin de faire exécuter leurs modèles par les élèves.
Lorsque survient la guerre, Carabin est devenu un personnage important dans la réflexion sur le renouveau des arts décoratifs. Figure reconnue, il correspond à partir de 1915 avec Le Corbusier, rencontré lors du séjour en France de ce dernier. Lorsque démarre leur correspondance, Le Corbusier fait appel à Carabin pour obtenir des informations sur sa participation au mouvement de renouveau des arts décoratifs en France, prévoyant alors d'écrire un livre intitulé France ou Allemagne, reprenant les thèmes développés dans son Étude sur le mouvement d'art décoratif en Allemagne. On retrouve encore Carabin dans la liste des soutiens de Jeanneret pour le maintien de la section d’art appliqué à l’école d’art de La Chaux-de-Fonds, aux côtés de membres du Deutscher Werkbund, preuve de son implication pour un enseignement rénové des arts décoratifs.
L'aura de réformateur de Carabin lui permet de bénéficier de plusieurs propositions d'enseignement. La première provient de l'École Boulle en 1891, mais il refuse les modèles employés par l'École et le projet échoue. Les propositions émanent également des pays germaniques, du grand duc de Hesse et de la Ville de Vienne en 1899, montrant que la réputation de Carabin s'étend au-delà des frontières, mais il refuse à chaque fois, refusant de perdre la nationalité française.
Ce n'est qu’avec le retour de l'Alsace à la France qu'il postule enfin à un poste de direction, à l’École supérieure des arts décoratifs de Strasbourg. Une fois nommé directeur, Carabin hérite d'une institution en crise et doit mener à bien la réforme de l'École pour enfin la doter d’une méthode stable et satisfaisante. Il organise tout l’enseignement en vue de la fabrication d’objets par les élèves, le travail en atelier étant introduit dès la phase préparatoire des études. Le but avoué est de former « l'artisan d'élite complet, supérieur et exceptionnel ». Carabin embrasse également la cause régionale, affirmant dans son programme pour Strasbourg que « le régionalisme doit être le but de l’École en développant l’art sous toutes ses formes ».
De ce fait, l’École supérieure des arts décoratifs de Strasbourg réformée par Carabin se différencie nettement du modèle en la matière de l'époque, donné par Paris. L'obstination du directeur à conserver à l’École son indépendance, en refusant de se faire imposer un programme d’enseignement par Paris, la marginalise néanmoins dans le réseau des écoles d'arts décoratifs françaises de l'entre-deux-guerres. Carabin semble avoir été apprécié par les élèves de l’École, en témoignent les nombreuses actions organisées à la mort du directeur : les élèves parviennent à retenir les œuvres de l’artiste avant leur envoi à Paris afin d’organiser une exposition commémorative dans l’atelier de Carabin et dans le courant de l’année 1933, un « Cercle Carabin » se constitue au sein de l’École, dirigé par Pierre Nuss, afin d’organiser des conférences sur l’ancien directeur.

## Distinctions
- Chevalier de la Légion d'honneur (décret du 20 mai 1903)

## Œuvres dans les collections publiques

### Allemagne
- Munich, Neue Pinakothek : Loïe Fuller[11], 1896-1897, statuette en bronze.

### États-Unis
- New Brunswick (New Jersey), Jane Voorhees Zimmerli Art Museum : Buffet sel et poivre, 1906-1908[12].
- Richmond, Virginia Museum of Fine Arts : Encrier, 1900-1901.

### France
- Paris, musée d'Orsay :
  - Bibliothèque, 1890, bois de noyer, fer forgé ;
  - la Critique artistique, 1891, statuette en cire polychrome ;
  - Fontaine-Lavabo, 1893, bois de noyer, grès émaillé, étain ;
  - La Légende savernoise, 1914, statuette en bois de poirier ;
  - Fonds de photographies représentant des modèles et des ballerines.
- Paris, musée des arts décoratifs :
  - Encrier [La Pieuvre], 1897, grès émaillé :
  - Piano, 1900, bois de noisetier ;
  - Vide poche [L'Araignée], 1909, bois de poirier ;
- Strasbourg, musée d'Art moderne et contemporain :
  - Fauteuil, 1893, chêne et fer forgé ;
  - La Volupté, ou La Luxure, ou La Jeunesse, 1902, bois de noyer ;
  - La Souffrance, ou La Vieillesse, ou L'Envie, 1902, bois de noyer.

Œuvres de François-Rupert Carabin au musée d'Art moderne et contemporain de Strasbourg
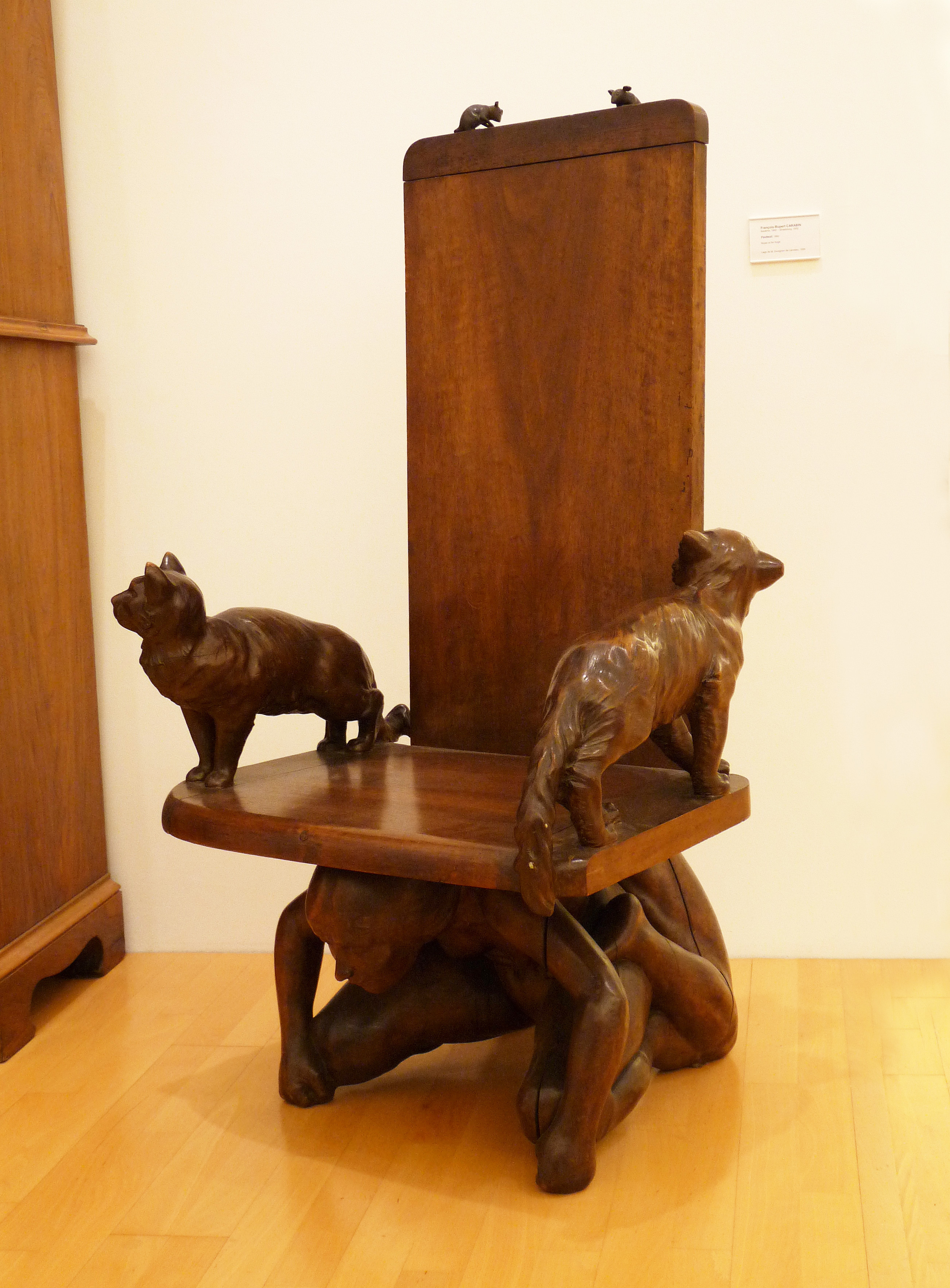
Fauteuil (1893).
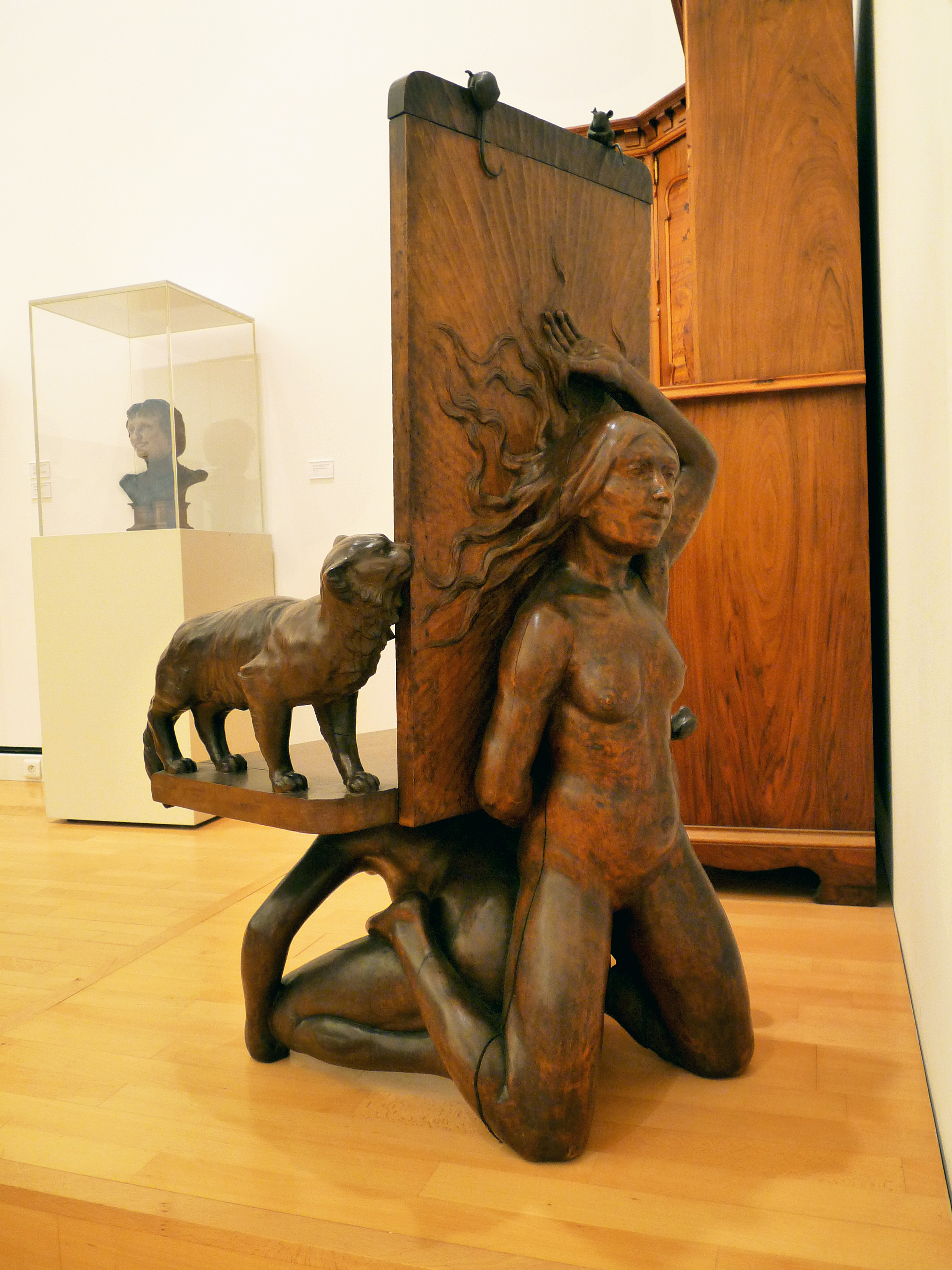
Fauteuil (1893), face arrière.
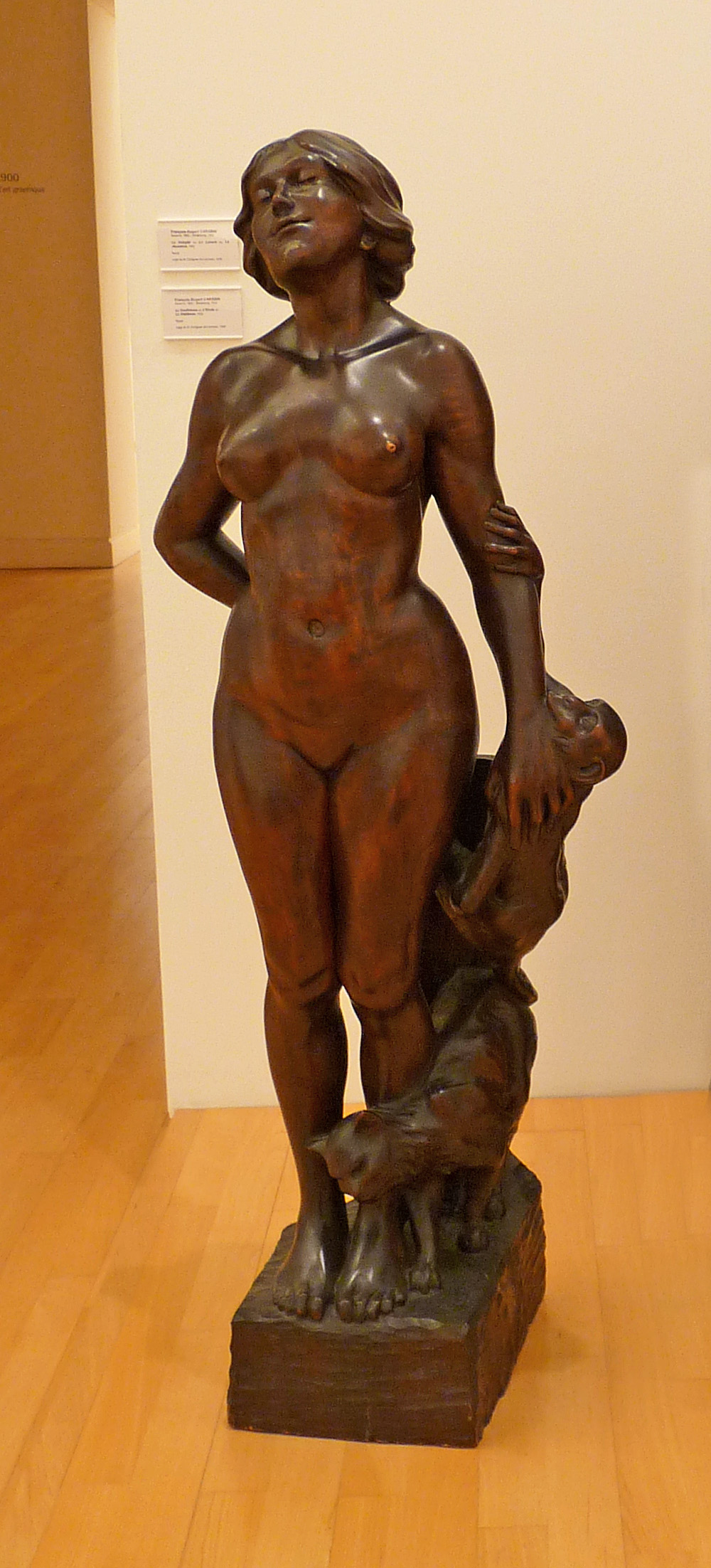
La Volupté (1902).
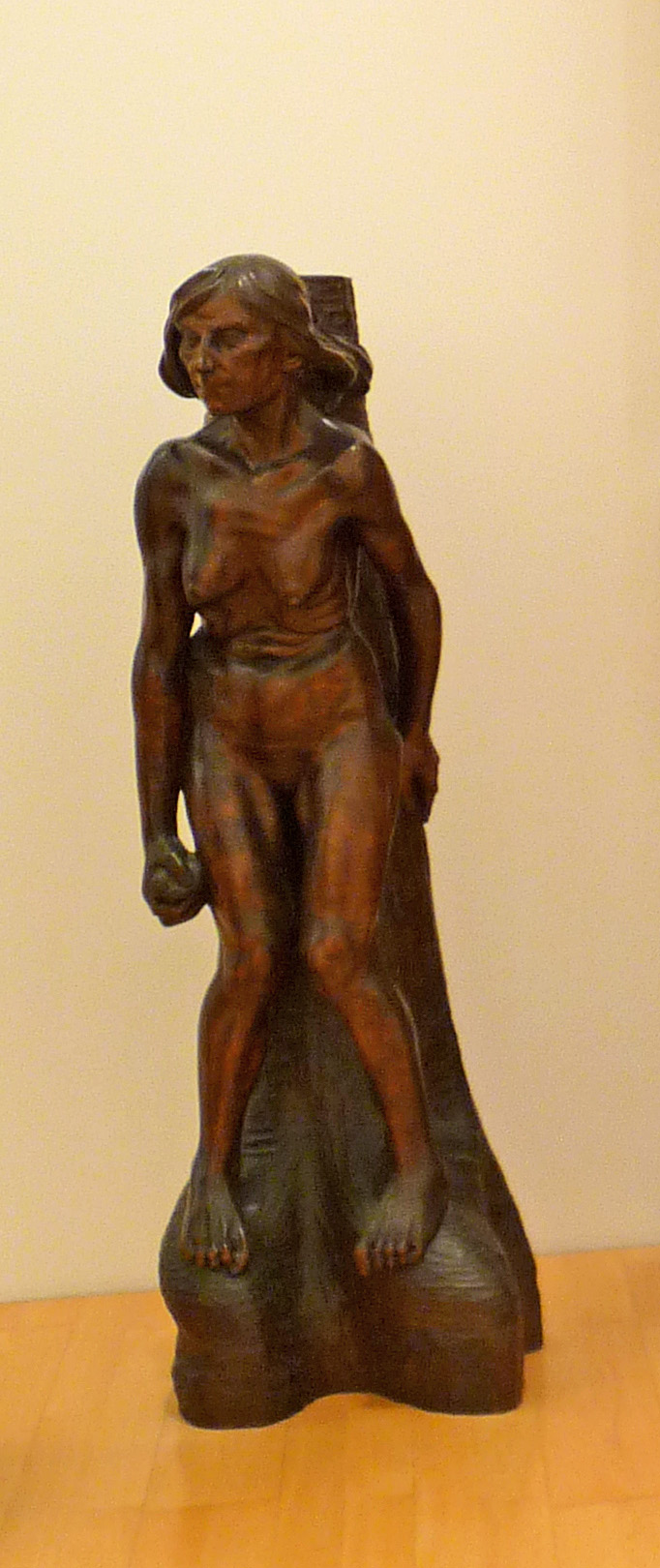
La Souffrance (1902).

## Publication
- François-Rupert Carabin, École municipale des arts décoratifs, première décade, 1921-1930, Strasbourg, 1930, 30 p.

## Expositions
- 1934-1935 : rétrospective Carabin, palais Galliera, Paris.
- 1974 : « François-Rupert Carabin », galerie du Luxembourg, Paris.
- 1993 : musée d'Orsay, Paris.
- 1993 : musée d'Art moderne et contemporain de Strasbourg.